# Stanisław Janicki (inżynier)

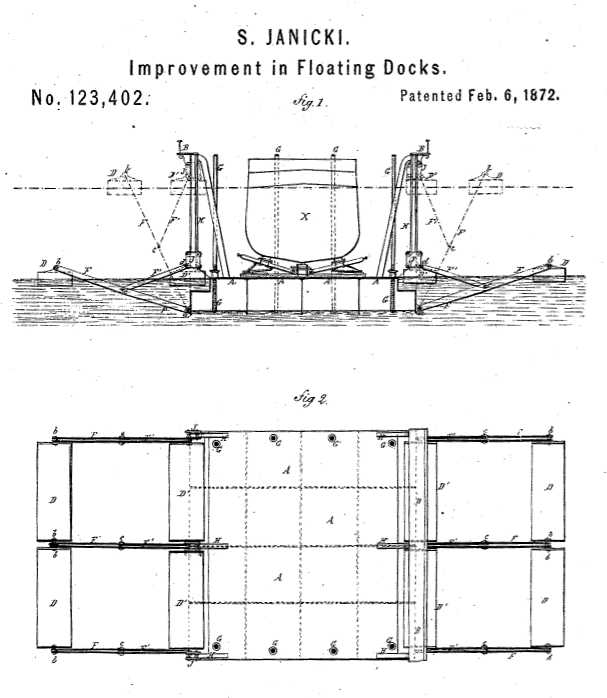
Dok pływający Janickiego. Rysunek techniczny z amerykańskiego patentu z roku 1872

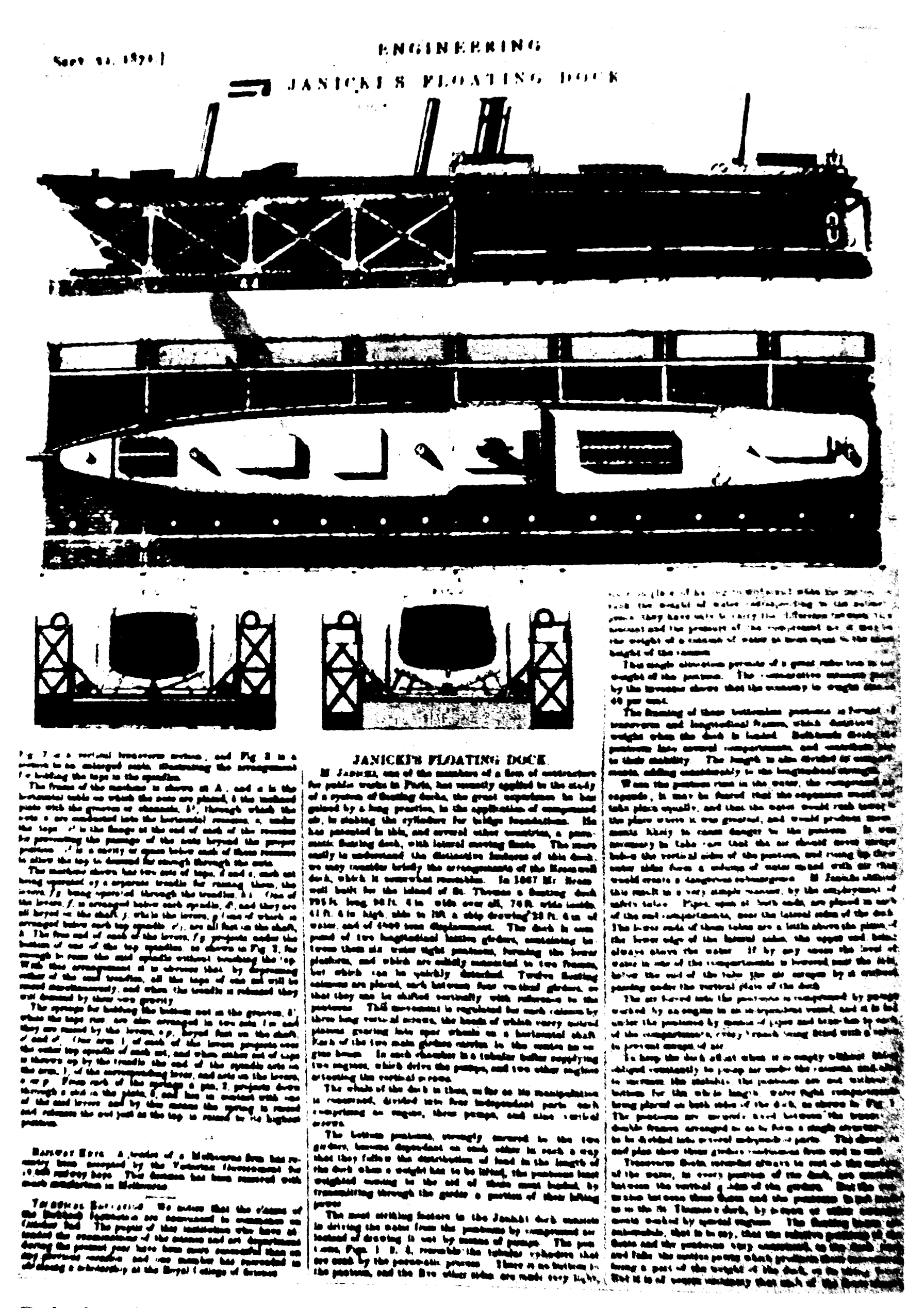
Artykuł z angielskiego pisma technicznego „Engineering” z 1872 roku, opisujący wynalazek Janickiego

Stanisław Janicki herbu Rola (ur. 28 marca 1836 w Warszawie, zm. 10 lipca 1888 tamże) – polski inżynier budowlany, hydrolog oraz wynalazca. Kierował budową obiektów kolei warszawsko-petersburskiej oraz portu w Fiume (obecnie Rijeka). Współpracował przy budowie m.in. mostu Kierbedzia w Warszawie oraz Kanału Sueskiego. Był twórcą własnej, nowoczesnej koncepcji uspławniania rzek, w której wykazywał zależność stopnia ich regulacji z rodzajem gruntu, co potwierdziła praktyka. W 1871 roku wynalazł dok pływający do naprawy statków.

## Rodzina
Pochodził ze szlacheckiego rodu Janickich herbu Rola wyznania ewangelickiego. Był synem Stanisława Janickiego, matematyka, profesora Szkoły Politechnicznej w Warszawie, publicysty oraz autora pierwszej naukowej rozprawy w języku polskim o maszynach parowych i jego żony Heleny z Malczów, siostry Konstantego Bogumiła Malcza (1799–1839) oraz Jana Fryderyka Wilhelma Malcza (1795–1852). Pod wpływem żony, jego ojciec przeszedł na kalwinizm i w tym wyznaniu były wychowane jego dzieci.
Stanisław Janicki ożenił się po raz pierwszy z Emilią z domu Pelizzaro, córką spolonizowanego kupca Pawła Pelizzaro. Ich synem był Konstanty Janicki, zoolog.

## Życiorys i dokonania

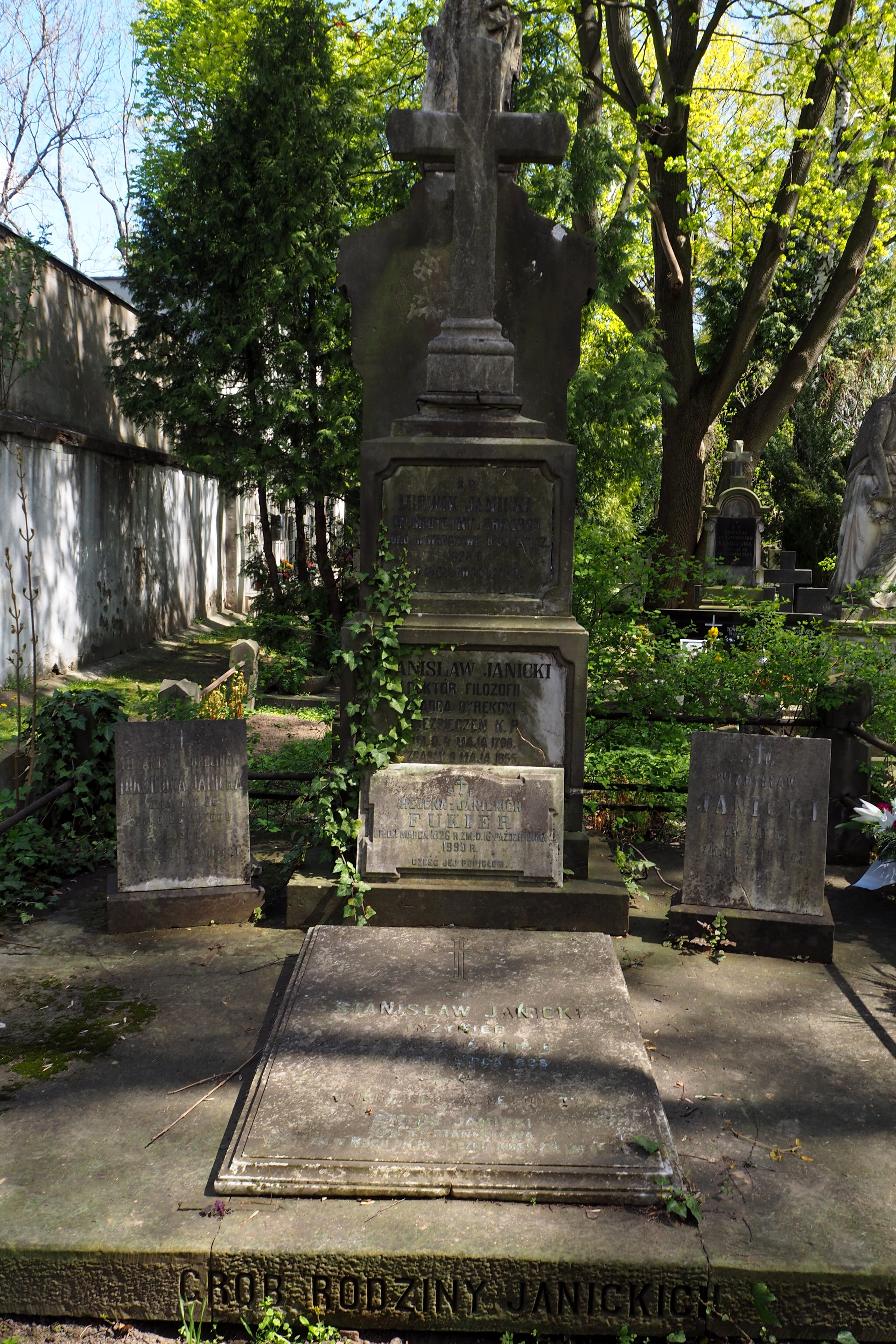
Grób inż. Stanisława Janickiego (1836–1888) i jego ojca matematyka Stanisława Janickiego (1798–1855) na Cmentarzu ewangelicko-reformowanym w Warszawie

W Warszawie ukończył gimnazjum realne jednocześnie praktykując w warsztacie stolarskim, a później w Fabryce Machin Towarzystwa Żeglugi Parowej na Solcu, należącej do Banku Polskiego. W latach 1854–1856 studiował na wydziale inżynierii politechniki w Hanowerze w Niemczech. Od 1856 roku został zaangażowany do fabryki parowozów i mostów żelaznych Goüin et Cie w Paryżu, gdzie współpracował z francuskim inżynierem Aleksandrem Lavalleyem. Firma ta dostarczała elementy stalowej konstrukcji dźwigarów do żelaznego mostu na Wiśle, zaprojektowanego przez Stanisława Kierbedzia. W latach 1860–1864 prowadziła w Warszawie roboty związane z jego wykonaniem. Reprezentowali ją na placu budowy dwaj przedstawiciele: francuski inżynier Cottard oraz Stanisław Janicki. W tym czasie Janicki był zastępcą kierownika budowy. Podczas pobytu w Warszawie uczestniczył również w życiu społecznym m.in. z rekomendacji Józefa Kraszewskiego współpracował z „Gazetą Polską” oraz działał w Warszawskim Towarzystwie Dobroczynności.
W latach 1859–1869 był bliskim współpracownikiem Ferdynanda Lessepsa przy budowie Kanału Sueskiego, który połączył basen Morza Śródziemnego, poprzez Morze Czerwone, z wodami Oceanu Indyjskiego. Janicki nadzorował prace przy budowie północnego odcinka Kanału, od Port Saidu do Ismailii. W budowie tej brali udział również inni Polacy, jak kierownik robót Mieczysław Geniusz oraz urzędnik Cyprian Kuczewski. Po zakończonej budowie żona Napoleona III cesarzowa Eugenia udekorowała najbardziej zasłużonych budowniczych za wkład w budowę kanału. Lesseps otrzymał Krzyż Wieki, a Janickiemu przyznano Krzyż Kawalerski Orderu Legii Honorowej.
W 1870 roku zawiązał wraz z inżynierami Cottardem oraz Champouillonem przedsiębiorstwo robót publicznych oraz budowy kolei pod nazwą Enterprise generale des chemins de fer et des travaux publics i w jego imieniu odbył liczne podróże do wielu krajów świata. W 1871 podczas pobytu w Anglii starał się wdrożyć do produkcji swój pomysł doku pływającego. Z powodu braku czasu oraz niewystarczającego finansowania nie udało się urzeczywistnić projektu, jednak w 1871 roku Janicki uzyskał angielski patent na swój wynalazek – dok pływający do napraw okrętów, a w 1872 udało mu się opatentować go w Ameryce.
Janicki był również autorem projektu kanału morskiego w Petersburgu oraz wodociągów w Odessie, które zrealizowane zostały przez inne firmy budowlane. Rząd austriacki powierzył mu kierownictwo robót portowych w Fiume (obecnej Rijece), po zakończeniu których w 1879 roku przyjął propozycje władz rosyjskich na objęcie kierownictwa robót przy dokończeniu kanalizacji rzeki Moskwy. Janicki prowadził prace budowlane na odcinku 170 km od Moskwy do Kołomny, gdzie zastosował w korycie rzeki jazy ruchome, kanały odchodowe i śluzy. Do holowania statków po raz pierwszy w Rosji zastosował francuski system przeciągania ich przy użyciu stalowej liny ułożonej na dnie rzeki. Po zakończeniu prac Janicki pełnił przez kilka lat funkcję dyrektora żeglugi parowej na tej rzece. Później pracował również w Zagłębiu Donieckim, przyczyniając się do rozwoju miejscowych kopalń. Był również jednym z założycieli Towarzystwa kopalń rud żelaznych w Krzywym Rogu.
Na podstawie wieloletnich studiów oraz praktyki inżynierskiej w 1879 roku Janicki opracował także własną teorię spławiania rzek. Dwie rozprawy o sposobie ulepszenia żeglugi rzecznej ogłoszone zostały w czterech językach: po rosyjsku, francusku, niemiecku oraz po polsku. Opublikowane zostały m.in. w 1882 roku w polskim czasopiśmie technicznym „Przegląd Techniczny” oraz w formie książkowej w języku niemieckim. Publikacja zwróciła uwagę środowiska hydrologicznego na całym świecie i została wydana również w języku angielskim pt. Memoir on a New Kind of Movable Dam w Stanach Zjednoczonych, a jej publikację sfinansował amerykański rząd.
W 1883 roku Janicki powrócił do Warszawy, gdzie zajmował się działalnością społeczną, dobroczynną oraz wydawniczą – zainicjował m.in. specjalistyczne czasopisma polskie „Zdrowie” oraz „Inżynieria i Budownictwo”. Był również czynny zawodowo, m.in. brał udział w komitecie zajmującym się kanalizacją miasta. Starał się załagodzić spory pomiędzy inżynierami oraz wypracować wspólną koncepcję skanalizowania Warszawy z uwzględnieniem różnych punktów widzenia. Popierał w nim projekty kanałów kanalizacyjnych brytyjskiego inżyniera Josepha Lindleya, a jednocześnie skłonił go do pewnych modyfikacji planów z uwzględnieniem wiedzy techników polskich, którzy znali lepiej lokalne uwarunkowania i problemy. Szeroką polemikę poświęconą tej problematyce opublikował w 1885 roku w „Gazecie Polskiej”. 
W 1887 roku francuskie konsorcjum zaproponowało Janickiemu objęcie prac przy budowie Kanału Panamskiego, jednak odrzucił tę propozycję. Na krótko przed śmiercią Janicki otrzymał jeszcze od greckiego rządu propozycję nadzoru nad robotami Kanału Korynckiego, lecz z powodu stanu zdrowia nie wyraził na nią zgody.
Udzielał się w życiu kościelnym będąc w latach 1884 i 1885 prezesem Synodu ewangelicko-reformowanego.
Zmarł w Warszawie w 1888 i pochowany został na cmentarzu ewangelicko-reformowanym (kwatera C-1-7).

## Publikacje
Stanisław Janicki opublikował:
- W kwestii ulepszenia warunków żeglowności rzek (1882),
- Memoir on a New Kind of Movable Dam (1883)[11]